# Частуха ланцетная
Часту́ха ланце́тная (лат. Alisma lanceolatum) — вид однодольных растений рода Частуха (Alisma) семейства Частуховые (Alismataceae). Впервые описан британским ботаником Уильямом Уизерингом в 1796 году.

## Распространение и среда обитания
Встречается от Макаронезии, северо-западной Африки, Европы до Китая; по данным «Flora of China» ареал доходит до Австралии.
Растёт на озёрах, реках и по их берегам, на болотах, сырых или заболоченных лугах.

## Ботаническое описание
Гелофит.
Многолетнее травянистое водное укореняющееся растение.
Надводные листья ланцетные, подводные — линейные; размещены очерёдно в прикорневой розетке.
Соцветие метельчатое, несёт трёхлепестковые цветки размером до 2 см белого либо розового цвета, с белыми, жёлтыми, зелёными или красными пятнами на лепестках.
Плод — многоорешек бурого или зелёного цвета.
Ядовито: молодые растения опасны для скота.

## Природоохранная ситуация
Частуха ланцетная внесена в Красные книги Латвии, Литвы, Эстонии, а также в Красные книги ряда регионов России: Ленинградской, Владимирской, Ивановской, Калужской, Костромской, Мурманской, Новгородской, Псковской областей, республик Марий Эл, Татарстан и Удмуртия.

## Синонимы
Синонимичные названия:
- Alisma plantago-aquatica f. aquaticum Glück
- Alisma plantago-aquatica var. lanceolatum (With.) Lej.
- Alisma plantago-aquatica f. pumilum Glück
- Alisma plantago-aquatica var. stenophyllum Asch. & Graebn.
- Alisma plantago-aquatica f. stenophyllum (Asch. & Graebn.) Buchenau
- Alisma plantago-aquatica f. terrestris Glück
- Alisma stenophyllum Sam.
- Alisma subcordatum var. stenophyllum (Asch. & Graebn.) Lunell